# Glade
Glade, en informàtica, és el nom d'un programari amb dues parts, un dissenyador d'interfícies gràfiques per al sistema gràfic GTK i una biblioteca de rutines per obtenir les definicions dels components de la interfície dissenyada.

## GladeXML
GladeXML és el format en llenguatge XML en què es desen les definicions de la interfície. El seu estàndard actual es defineix aquí.
Se n'ha desenvolupat una versió més senzilla anomenada GTKBuilder.